# Pterodroma alba
Pterodroma alba là một loài chim trong họ Procellariidae.
Loài chim này được tìm thấy khắp các đại dương và các khu vực ven biển ở trung tâm Thái Bình Dương. Các quần thể chim loài này có thể được tìm thấy trên Phoenix, Tonga, Kiritimati, Tuamotu, Marquesas và đảo Pitcairn. Chim mái đẻ một quả trứng màu trắng